# Fugloy
Fugloy [ˈfʊgːlɔi]/[ˈfʊgːlɪ] (dänische Schreibweise: Fuglø, wörtlich: Vogelinsel) ist die östlichste der 18 Inseln der Färöer und gehört zur geografischen Region der sechs Nordinseln. Gleichzeitig hat sie den Status einer „Außeninsel“ (siehe Útoyggjar).
Fugloy ist die kleinste der Nordinseln und liegt im äußersten Nordosten des Archipels. Zusammen mit der Nachbarinsel Svínoy, von der Fugloy durch den Fugloyarfjørður getrennt ist, wird sie durch die täglich verkehrende Personenfähre Ritan von Hvannasund auf Viðoy bedient. Darüber hinaus wird Fugloy dreimal in der Woche von der färöischen Hubschrauberlinie angeflogen.

## Geschichte
Die Insel ist seit der Wikingerzeit bewohnt. 1930 wohnten hier noch 230 Menschen. Die Bevölkerungszahl ist heute aber nicht zuletzt durch die beiden ungünstigen Anlegeplätze, die eine wirtschaftliche Entwicklung behindern, stark rückläufig. Hattarvík ist konkret von einer Entvölkerung bedroht (im Ort lebten 2004 nur noch 5 alte Männer ganzjährig), und auch in Kirkja macht man sich ernsthaft Gedanken, wie der Ort noch gehalten werden kann. 2011 hatte Kirkja 22 Einwohner, Hattarvík 17.
Dabei gab es Anstrengungen seitens des Staates, diese Tendenz aufzuhalten. In den 1960er-Jahren bekamen die Insulaner Elektrizität. In den 1980er-Jahren folgte eine Straße zwischen beiden Orten, die den beschwerlichen Wanderweg überflüssig machte. Wie mühselig dieser Weg ist, veranschaulicht vielleicht die Tatsache, dass es in beiden Dörfern eine Kirche gibt, also ein Kirchgang über diesen Weg oft unzumutbar gewesen sein muss. Die Post von und nach Hattarvík wurde allerdings regelmäßig auf diesem Weg vom Landboten befördert.
Ebenso in den 1980er-Jahren erfolgte die Aufnahme eines regelmäßigen Hubschrauberdienstes von Strandfaraskip Landsins bzw. später Atlantic Airways, der die Versorgung weitgehend unabhängig von den Kapriolen des Wetters und der See macht. Die Fahrt mit der Personenfähre Ritan gilt als eines der "größten Abenteuer", das man auf den Färöern erleben kann. Auch bei vergleichsweise schönem Wetter ist die See im Fugloyarfjørður rau und gefährlich. Am 7. Dezember 1941 sank im Fugloyarfjørður beispielsweise der Dampfer SS Sauternes.

### Sage von der schwimmenden Insel

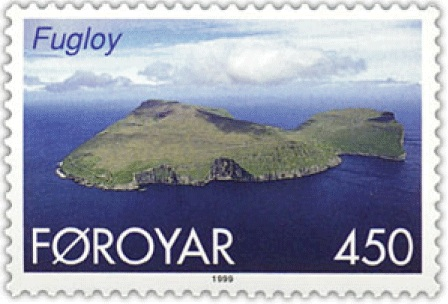
Fugloy aus der Vogelperspektive: Blick von Süden auf die Südostküste mit Kirkja an der Südspitze im Westen und Hattarvík an der Bucht im Osten. färöische Briefmarke von 1999.

Früher hielt man Fugloy für eine schwimmende Insel. Der färöische Philologe Jakob Jakobsen schrieb hierzu:
Die Insel Fugloy war ursprünglich eine schwimmende Insel. Einige Männer ruderten zu ihr hinaus, um irgendetwas aus Stahl auf  sie zu werfen, damit sich die Insel dadurch am Meeresboden verankern würde. Doch alles war umsonst. An den Hängen der Insel standen nämlich zahlreiche Trolle. Diese packten alles, was die Männer auf die Insel geworfen hatten, und schleuderten es ins Meer.
Da sammelte man alle Pfarrer im Lande. Sie wurden zur Insel hinausgerudert und starrten sie während der Überfahrt unverwandt an, damit sie nicht wieder verschwinden sollte. Einer der Pfarrer stand ganz vorn im Boot und warf eine Bibel an Land, während alle anderen Pfarrer die Insel ohne Unterlaß im Auge behielten.
Nun gelang das Vorhaben. Die Männer überwanden die Trolle und verwandelten alle in Grasbüschel. In alten Zeiten befanden sich diese Grasbüschel nahe dem Abhang beim Dorf Kirkja, doch mit der Zeit hat die Brandung alle mit sich gerissen.

### Umsturzversuch im 15. Jahrhundert
Eine andere Legende dreht sich um die drei Floksmenn (Banditen) von Fugloy, die im 15. Jahrhundert die Färöer in ihre Gewalt bringen wollten. Dazu überfielen sie einen damals noch nicht geweihten Kirchenneubau in Svínoy. Dort wurden sie aber überwältigt und anschließend hingerichtet, indem sie über eine Klippe gestoßen wurden.